# 南七街道
南七街道，原为南七里站街道，是中华人民共和国安徽省合肥市蜀山区下辖的一个乡镇级行政单位。2018年更名。

## 行政区划
南七街道下辖以下地区：
丁香社区、丁岗社区、新华社区、科企社区和洪岗社区。